# Kalendarium historii Erytrei
Kalendarium historii Erytrei – uporządkowany chronologicznie wykaz dat i wydarzeń z historii Erytrei.

## Czasy kolonialne
- 1890 – kraj staje się kolonią włoską, koniec tureckich rządów[1]
- 1936 – kraj stał się częścią Włoskiej Afryki Wschodniej[2]
- 1941-1952 – rządy brytyjskie[2]

## Rządy etiopskie
- 1952 – włączenie w skład Etiopii jako autonomia[2]
- 1962 – Erytrea uzyskała status autonomicznej prowincji[1]
- 1974 – wybuch wojny o niepodległość przeprowadzonej przez Erytrejski Ludowy Front Wyzwolenia[1]
- 1990 – siły powstańców erytrejskich zdobyły Massaurę[1]
- 1991 – partyzanci opanowali terytorium całej Erytrei[1]
- 1991 – rząd Etiopii uznał prawa Erytrei do secesji, sekretarzem generalnego rządu tymczasowego został Isajan Afewerki[1]

## Niepodległość
- kwiecień 1993 – przeprowadzono referendum, w wyniku którego Erytrejski Ludowy Front Wyzwolenia ogłosił niepodległość Erytrei. W tym samym miesiącu przeprowadzono wybory prezydenckie, które wygrał Isajas Afewerki[1]
- 1994 – Erytrejski Ludowy Front Wyzwolenia zmienił nazwę na Ludowy Front na rzecz Demokracji i Sprawiedliwości[1]
- 1997 – uchwalono konstytucję[1]
- 1998 – wybuch wojny erytrejsko-etiopskiej
- 2000 – OJA przygotowała plan pokojowy dla Erytrei i Etiopii, który został zaakceptowany przez oba państwa[1]
- 2005 – Erytrea zmusiła ONZ do ewakuowania ze swojego terytorium żołnierzy z Europy i Ameryki (zgodziła się na pozostanie żołnierzy z krajów Azji i Afryki)[3]
- 2008 – konflikt graniczny między Dżibuti i Erytreą
- 2010 – bitwa pod Tsorona-Zalambessa z Etiopią[1]